# 지방채
지방채(地方債, 영어: Municipal bond)는 재정자금을 조달하기 위해서 발행하는 채권. 금융에서 유가 증권의 하나다.

## 정의
지방공공단체나 그에 속하는 공단이 발행하는 공채으로써 국채의 한 종류로써 분류되며 엄격한 발행조건 또는 법적 조치에 의한 중앙정부 또는 의회(국회 또는 지방의회)의 승인이 있어야 하며 승인 후 중앙정부는 지방채에 대하여 재정적 지원이 있다. 그러나 만기에는 국가 보증이므로 문제가 없다. 다만, 투자자가 매각 할 때 유동성이 없는 것이 문제이다.

## 이율
각국 마다 다르지만 어느 국가에서는 제로 쿠폰(0%) ~ 최고 10%를 제시하는 경우가 있다. 한국에서는 대부분의 지방채는 2% 정도로 발행된다.

## 만기
적게는 6개월에서 길면 30년이다.

## 이자 지급
12개월 만기 지급(만기일시지급)이거나 3개월 이자 지급(이표채 형식)

## 종류
첨가소화채 형식 또는 소매(리테일)용으로 발행되는 지역개발채권 및 지하철공채가 있다.